# Brolgatrana
Brolgatrana (Antigone rubicunda) är en fågel i familjen tranor inom ordningen tran- och rallfåglar. Den förekommer huvudsakligen i Australien. Beståndet anses vara livskraftigt.

## Utseende och läte

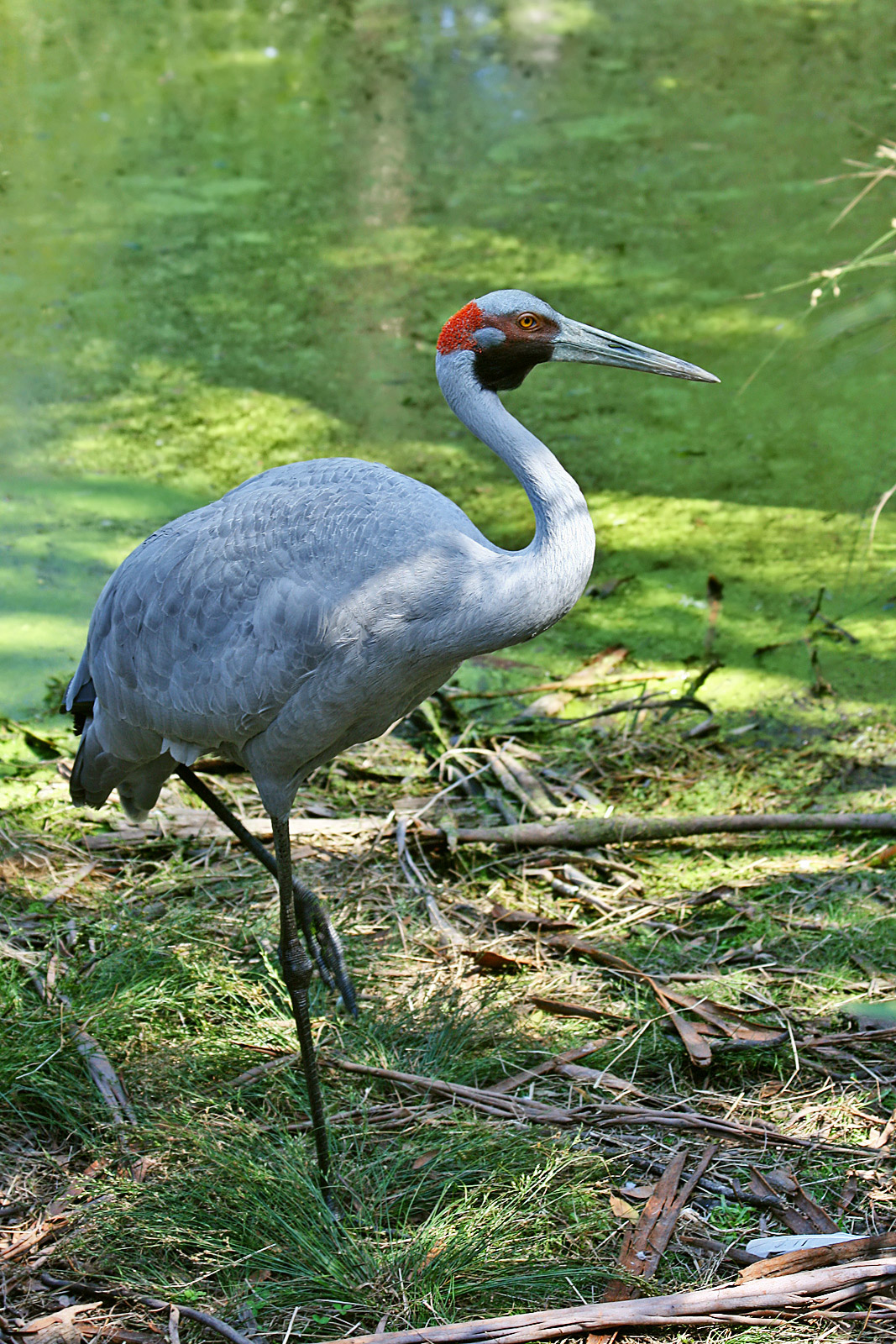

Brolgatranan är en mycket stor trana med en kroppslängd på hela 160 cm och vingspannet 2–2,3 meter. Fjäderdräkten är grå med rött på huvudet. Den skiljer sig från liknande sarustranan genom något mindre storlek, mindre dröglapp, mer enhetligt grå fjäderdräkt och mörkare ben. Bara huden är begränsad till huvudet. Lätena är mörkare och mer gutturala än andra tranor.

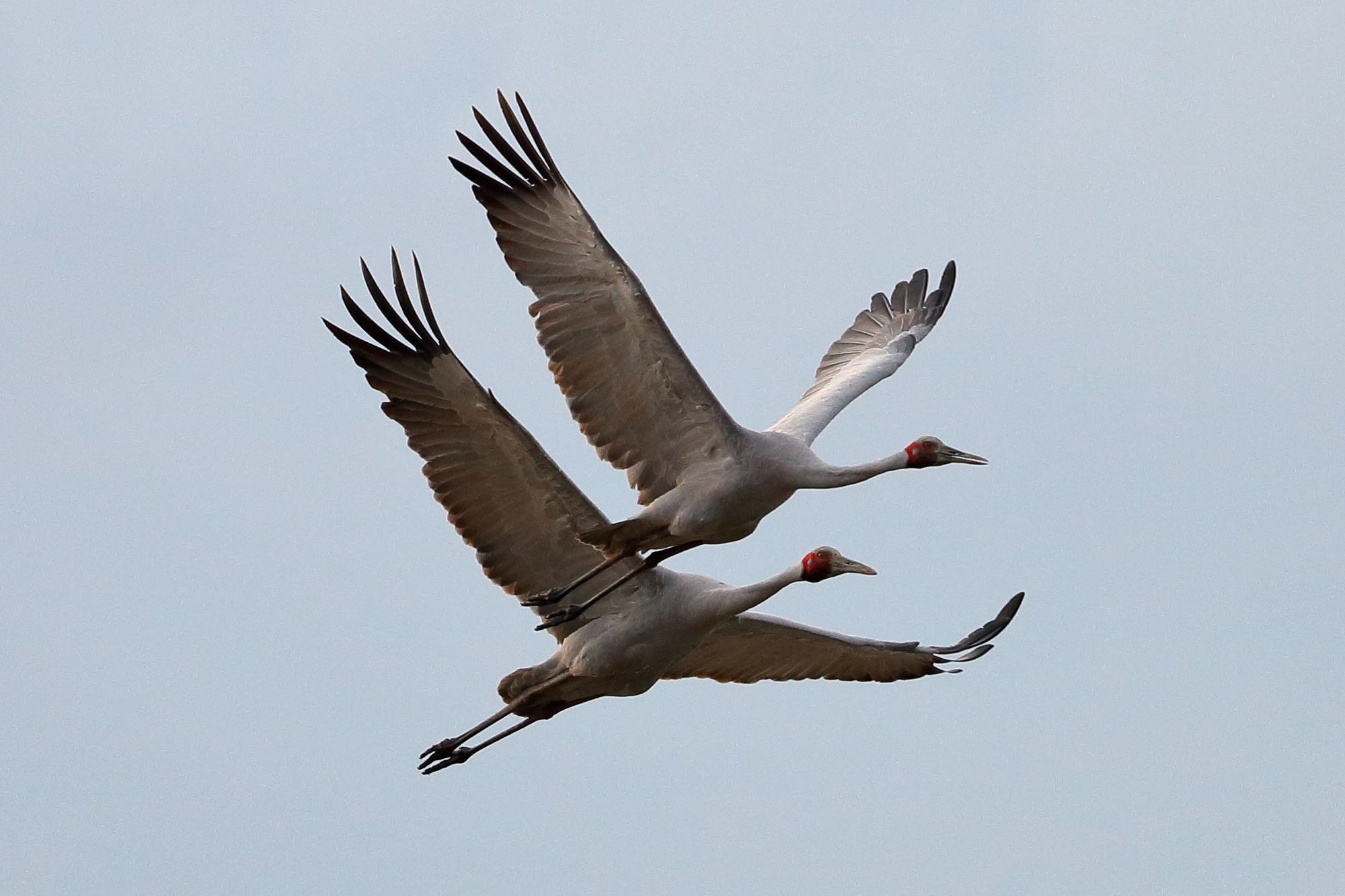

## Utbredning och systematik
Brolgatranan förekommer i norra och östra Australien och på södra Nya Guinea. Den behandlas som monotypisk, det vill säga att den inte delas in i några underarter.

### Släktestillhörighet
Tidigare placerades arten i släktet Grus. DNA-studier visar att brolgatranan är nära släkt med prärietrana, sarustrana och glasögontrana, en grupp som är mer avlägset besläktad med övriga arter i Grus. De flesta auktoriteter bryter därför ut dem till det gena släktet Antigone. BirdLife Sverige behåller dem dock ännu i Grus.

## Levnadssätt
Brolgatranans levnadssäsong varierar geografiskt och efter året. Södra fåglar föredrar grunda sötvattensvåtmarker med ett djup på 50 cm eller mindre. Sommartid (december–maj) rör den sig även till betesmarker och andra torrare områden. Nordliga fåglar tolererar mer salina miljöer. Vid regnsäsongens inledning i december flyttar de delvis inåt land till tillfälliga våtmarker. Habitat på Nya Guinea har inte studerats.ref name=BOW/>

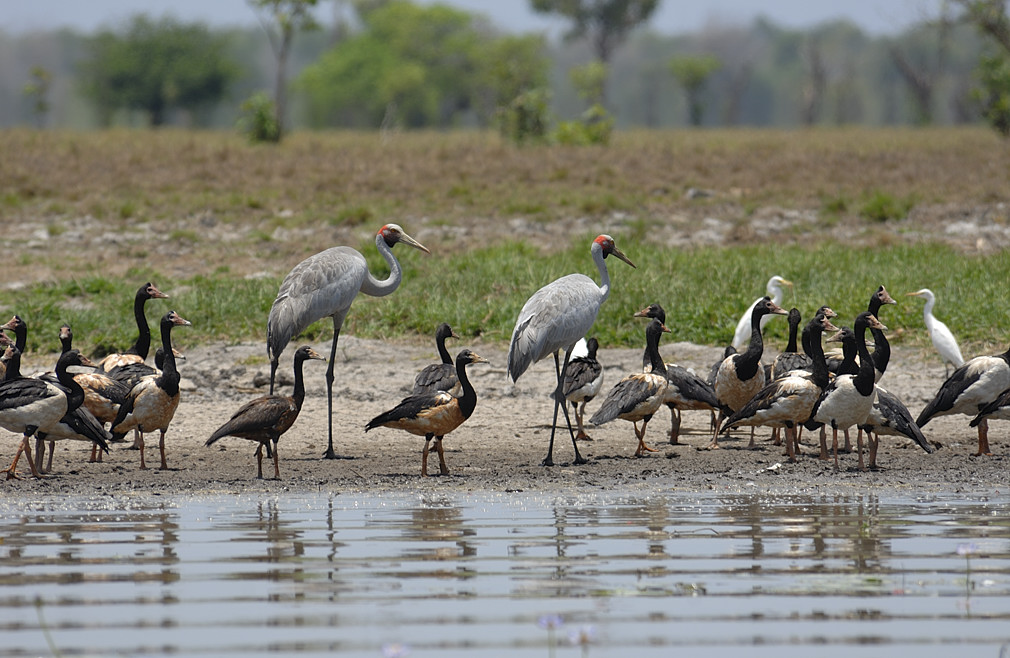
Brolgatranor med skatgäss.

### Föda
Brolgatranan har en bred födorepertoar. Huvudfödan är sävrötter, i norr Eleocharis dulcis, men tar även insekter, kräftdjur, grodor och till och med små däggdjur och fåglar. Den ses även ta säd och nötter i jordbruksmiljöer.ref name=BOW/>

### Häckning
I norra Australien sammanfaller häckningstiden med regnperioden, med en topp februari–mars. I södra Australien är den mer utdragen, från juli till november. Boet är en stor hög av gräs och säv, upp till 1,5 meter bred, som placeras i tätt bevuxna våtmarker. Däri lägger den vanligtvis två ägg som ruvas 28–31 dagar. Ungarna är flygga efter ungefär 100 dagar. Brolgatranan är könsmogen vid tre till fem års ålder.

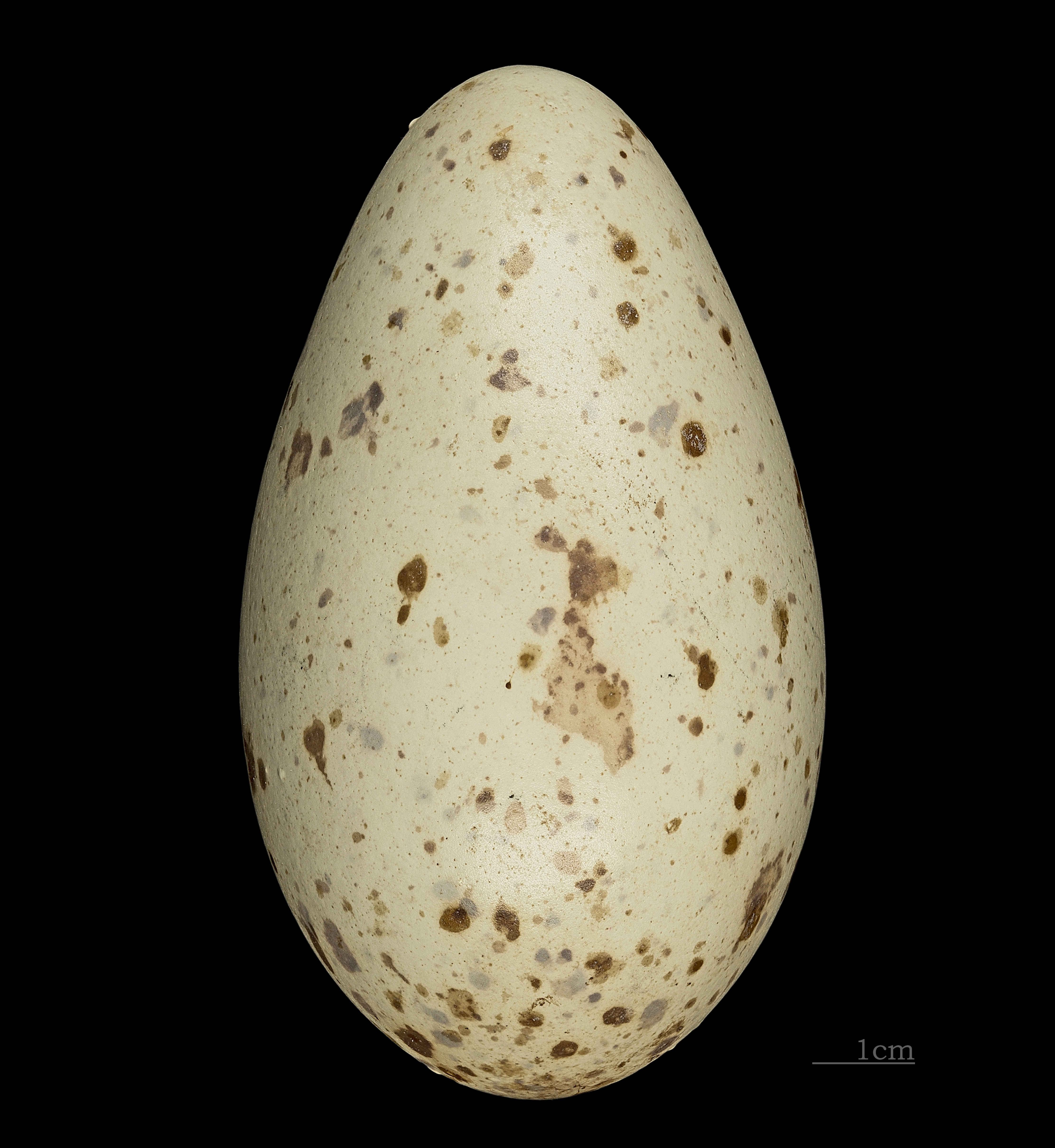
Brolgatranans ägg.

## Status
Arten har ett stort utbredningsområde och beståndet anses vara stabilt. Internationella naturvårdsunionen IUCN listar den därför som livskraftig (LC). Världspopulationen uppskattas till mellan 35 000 och 74 000 adulta individer.
De största hoten mot arten, framför allt i södra delen av utbredningsområdet, är habitatförstörelse, i synnerhet genom spridning av feberträdet (Eucalyptus globulus) in i dess häckningsmiljöer. Även utdikning, kollision med kraftledningar, invasiva arter och äggskattning påverkar artens bestånd.

## Brolgatranan och människan
Brolgatranan figurerar på australiska delstaten Queenslands vapen sedan 1977 och utsågs 1986 formellt till delstatens emblem. Dess vetenskapliga namn rubicunda betyder "rödaktig". Namnet brolga kommer från Burralga som fågeln kallas på aboriginspråket Gamilaraay.